# پیمان اسلو ۲
پیمان اسلو ۲ با نام رسمی موافقتنامه موقت در مورد کرانه باختری و نوار غزه یکی از موافقتنامه‌های پیچیده و مهم در فرایند صلح اسرائیل و فلسطین بود. این پیمان در ۲۴ سپتامبر ۱۹۹۵ در شهر طابا مصر مورد توافق اسرائیل و سازمان آزادیبخش فلسطین (ساف) قرار گرفت و در ۲۸ سپتامبر به‌طور رسمی در واشینگتن دی‌سی به امضای یاسر عرفات و اسحاق رابین رسید. این موافقتنامه بر مبنای موافقتنامه مقدماتی اسلو ۱ استوار شده بود که دو سال قبل با حضور عرفات و رابین در واشینگتن امضا شده بود.
در پیمان اسلو ۲ تأسیس حکومت خودگردان فلسطین اعلام شده و محدوده اختیارات آن مورد توافق قرار گرفت. در این معاهده مناطق مختلف کرانه باختری و نوار غزه به سه دستهٔ الف، ب و ث تقسیم شده و حکومت خودگردان در سطح محدودی از قدرت اجرایی و مسئولیت ادارهٔ مناطق الف و ب بهره‌مند شد. همچنین چشم‌انداز مذاکرات برای دستیابی به یک توافق نهایی برای حل کامل مناقشات دو طرف بر مبنای قطعنامه ۲۴۲ و قطعنامه ۳۳۸ شورای امنیت ترسیم شد.